# Bitwa pod Błoniem (1794)
Bitwa pod Błoniem – bitwa stoczona pod miejscowością Błonie podczas insurekcji kościuszkowskiej.
Stoczona 10 lipca 1794 roku, pomiędzy oddziałami powstańczymi Stanisława Mokronowskiego, a armią pruską. Polacy odnieśli zwycięstwo blokując armii pruskiej drogę na Warszawę.